# Comuna de Tarczyn
Tarczyn (polaco: Gmina Tarczyn) é uma gminy (comuna) na Polónia, na voivodia de Mazóvia e no condado de Piaseczyński. A sede do condado é a cidade de Tarczyn.
De acordo com os censos de 2004, a comuna tem 10 412 habitantes, com uma densidade 91,2 hab/km².

## Área
Estende-se por uma área de 114,15 km², incluindo:
- área agricola: 75%
- área florestal: 14%

## Demografia
Dados de 30 de Junho 2004:
|                      | Total   | Total | Mulheres | Mulheres | Homens  | Homens |
| -------------------- | ------- | ----- | -------- | -------- | ------- | ------ |
|                      | pessoas | %     | pessoas  | %        | pessoas | %      |
| População            | 10 412  | 100   | 5286     | 50,8     | 5126    | 49,2   |
| Densidade (pop./km²) | 91,2    | 100   | 46,3     | 46,3     | 44,9    | 44,9   |

De acordo com dados de 2005, o rendimento médio per capita ascendia a 1929,99 zł.

## Subdivisões
- Borowiec, Bystrzanów, Gąski, Gładków, Grzędy, Janówek, Jeziorzany, Jeżewice, Józefowice, Kawęczyn, Komorniki, Kopana, Korzeniówka-Marylka, Kotorydz, Księżak, Many, Marianka, Nosy, Pawłowice, Prace Duże, Prace Duże-Kolonia, Prace Małe, Przypki, Racibory, Rembertów, Ruda, Stefanówka, Suchodół, Suchostruga, Świętochów, Werdun, Wola Przypkowska, Wola Przypkowska-Kolonia, Wólka Jeżewska, Wylezin.

## Comunas vizinhas
- Grójec, Lesznowola, Nadarzyn, Piaseczno, Pniewy, Prażmów, Żabia Wola